# Tomomi Seo
Tomomi Seo (瀬尾 智美 Seo Tomomi?), är en japansk tidigare fotbollsspelare.
Tomomi Seo debuterade för japans landslag den 21 januari 1986 i en 0–1-förlust mot Indien. Hon spelade 1 landskamp för det japanska landslaget.